# Bad Schönborn
Bad Schönborn è un comune tedesco di 12 146 abitanti, situato nel land del Baden-Württemberg.

## Storia
Il comune di Bad Schönborn fu istituito il 1º gennaio 1971 nell'ambito della riforma amministrativa del Baden-Württemberg per unione dei due comuni di Bad Langenbrücken e Bad Mingolsheim. Il nuovo comune ricevette il nome di Bad Mingolsheim-Langenbrücken, che il 7 agosto 1972 mutò in favore di Bad Schönborn. Il nome Bad Schönborn deriva da Damian Hugo von Schönborn, principe-vescovo di Spira dal 1719 al 1743, che fece costruire il castello di Kislau a Bad Mingolsheim.
Il 27 aprile 1622 vi si svolse la Battaglia di Mingolsheim, nell'ambito della Guerra dei trent'anni.